# Cuisine de l'Ü-Tsang
La cuisine de l'Ü-Tsang (卫藏菜 / 衛藏菜, wèizàng cài) (en référence à l'Ü-Tsang ou cuisine de Lhassa est une des quatre principales cuisines tibétaines, représentant les villes-préfectures de Lhassa et Shigatsé, ainsi que la préfecture de Shannan (Lhoka). Les autres sont la cuisine qiang (chinois : 羌菜 ; pinyin : qiāng cài), représentant le Ngari et Nagqu, la cuisine rong (荣菜, róng cài), représentant la ville-préfecture de Nyingchi et son Xian de Mêdog, et enfin, la cuisine de cour (西藏宫廷菜, xīzàng gōngtíng cài) représentant la cuisine qui est habituellement disponible à l'aristocratie et aux officiers de haut rang,,.

### notes et références
1. ↑  Yuan, Kunga et Li 2015, p. 44.
2. ↑  (en) « 旅行美食|因为信仰去了西藏，却因美食留在了西藏 »,‎ 14 juillet 2017
3. ↑  (en) « Chinese Minority Food », sur Travel China Guide